# ババホジャエヴァ・オルズグル
ババホジャエヴァ・オルズグル（Orzugul Babakhodjaeva、ウズベク語: Orzugul Boboho'jaeva / Орзугул Бобохўжаева、1985年12月3日 - ）は、ウズベキスタン共和国、タシケント生まれのタレント、文化人、起業家、政治家。世田谷区議会議員（1期）。

## 来歴
母子家庭で育つ。13歳でひらがなに一目惚れし、14歳から大学で日本語を学ぶ。21歳で日本に移住する。日本の大手物流企業に勤務した後、ワイン輸入会社を起ち上げる。経営者が集うワイン会を主宰する傍ら、多くのテレビ番組や明治ヨーグルトR-1などのCMにも出演、旅行ガイドブック『地球の歩き方中央アジア編　2019/2020』の編集にも参画した。
日本国籍を取得した後、2023年の第20回統一地方選挙で世田谷区議会議員選挙に立憲民主党公認で立候補し初当選した。旧ソ連出身の政治家誕生は、日本の歴史上初となる。

## 人物
- グルメキュレーター、温泉ソムリエ、フードアナリスト2級、日本語能力試験JLPT N1を保有している。
- 趣味は温泉めぐり、和食作り、旅、ワイン。

## メディア実績

### テレビ出演
過去の出演（2011年〜2019年）
- メイドインジャパン　(TBS)
- 淳の乾杯してみたっ！　（テレビ東京）
- 世界まる見え！TV特捜部　（NTV）
- ノンストップ!　(フジテレビ)
- 世界の日本人妻は見た! (TBS)レギュラー出演
- SMAPxSMAP (フジテレビ)
- 世界に売り込め！ご当地グルメでクールジャパン（TBS）
- スッキリウスのひらめき（TBS）
- はなまるマーケット（TBS）
- 池上彰と考える借金大国ニッポン（TBS）
- 世界くらべてみたら(TBS)
- QVC Japan (TV通販番組）
- SONGS OF TOKYO (NHK World) ２回出演

　最新の出演（2020年以降）
- サンドウィッチマンの脱落テスト (TV東京) 2020年7月
- 世界が驚いたニッポン! スゴ～イデスネ!! 視察団（TV朝日） 出演多数
- BENTO EXPO (NHK) 　2020年より出演多数
- 世界はほしいモノにあふれてる(NHK) 2021年2月
- ABEMA PRIME 2023年4月

### 新聞・雑誌・Webメディア
- 週刊新潮　2020年7月30日発行30号、2020年10月8日発行39号
- きものと（着物メデイア）京都きもの市場　2020年11月3日
- 朝日新聞デジタル　2023年4月26日
- 朝日新聞　2023年4月27日朝刊
- JAPAN TIMES 2023年5月15日
- 日本経済新聞 2024年4月22日 朝刊

### CM
- 明治ヨーグルトR-1（2014）ウズベキスタン編

### ラジオ
- ラジオ日本「是枝稔彦のワンポイント健康レッスン」
- 駒田航と木村昴World Ving Ving Satellite　第40回@WVVS_radio（ニコニコ動画）2020年８月
- TOKYO FM  Sound of Oasis～GOOD PERSON 2024年5月